# Звіробій звичайний

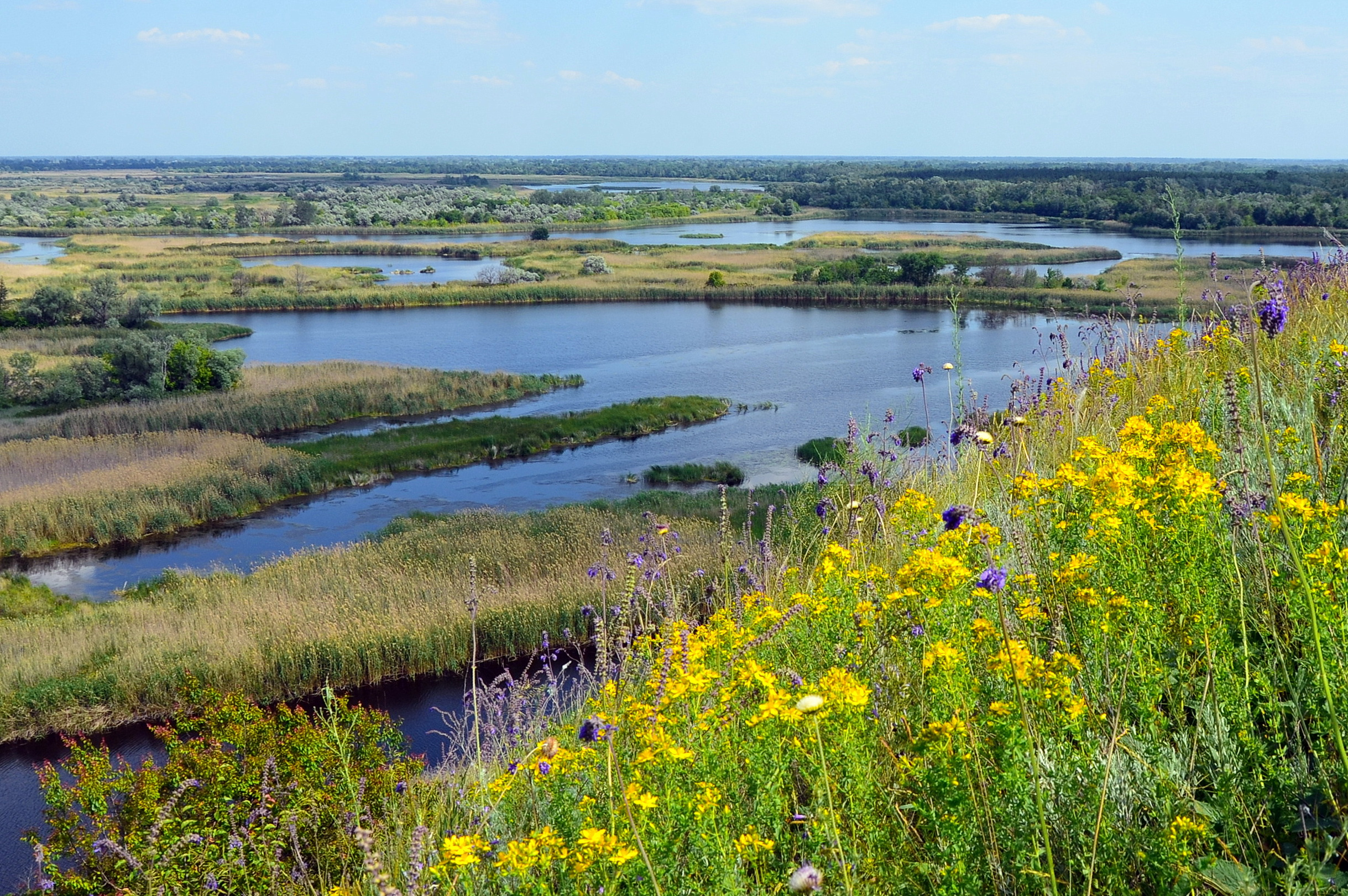
Звіробій звичайний (Hypericum perforatum L.) на березі Ворскла

Звіробій звичайний (Hypericum perforatum L.), місцеві назви: стокровиця, калмицький чай, зілля свєтоянське, заяча крівця тощо — багаторічна трав'яниста рослина родини звіробійних.

## Біологічний опис
Стебло пряме, голе, вгорі гіллясте, 30-60 см заввишки. Міжвузля округлі або з двома гранями, щільні. Листки супротивні, сидячі, овальні, видовжено-яйцеподібні або видовжені, тупуваті, цілокраї, з численними залозками. Квітки правильні, зібрані в щитоподібну волоть або нещільну китицю. Чашечка з п'яти зрослих при основі ланцетних, загострених, гладеньких по краю чашолистків. Віночок п'ятичленний, жовтий, пелюстки з численними чорно-бурими або фіолетовими крапками. Тичинок багато, маточка одна з верхньою зав'яззю і трьома-п'ятьма стовпчиками. Плід — багатонасінна тригранна коробочка.

## Екологія
Росте в мішаних лісах, на галявинах, лісосіках, серед чагарників. Тіньовитривала рослина. Цвіте в червні-серпні.

## Поширення

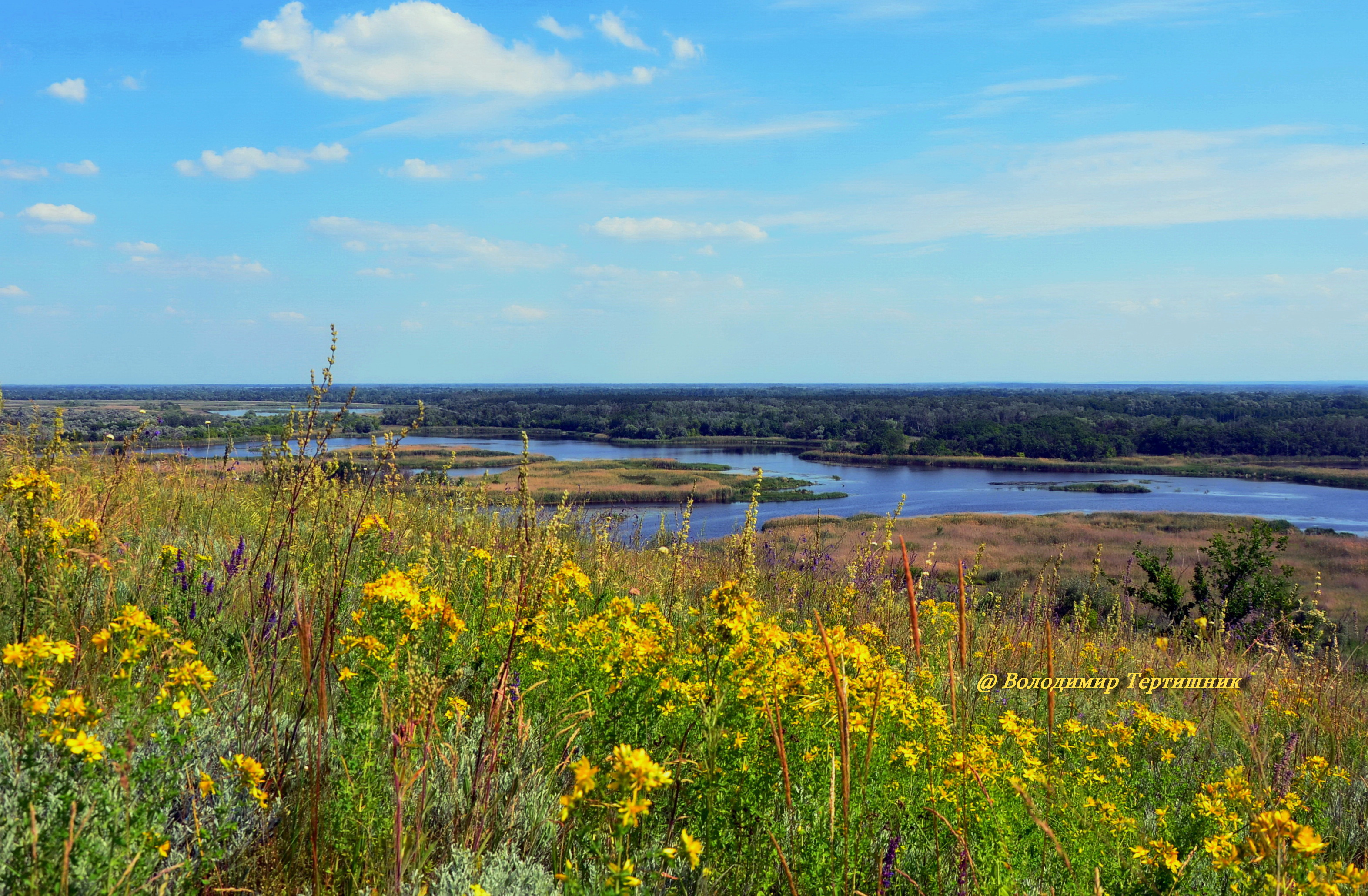
Звіробій звичайний на беразі Ворскли

Поширений по всій території України. Промислова заготівля можлива у Волинській, Житомирській, Київській, Чернігівській, Львівській, Тернопільській, Хмельницькій, Сумській, Полтавській, Кіровоградській, Черкаській, Івано-Франківській, Чернівецькій, Закарпатській областях. Запаси сировини значні.

## Практичне використання
Лікарська, фітонцидна, ефіроолійна, танідоносна, харчова, фарбувальна, медоносна, отруйна рослина.
У науковій медицині використовують квітучі верхівки пагонів — Herba Нурегісі як в'яжучий, протизапальний і тонізуючий засіб при кровохарканні, кашлі, проносах, колітах, хворобах печінки, для укріплення ясен. Лікарські властивості звіробою пов'язані з його досить складним хімічним складом. 
Трава звіробою містить біля 4% флавоноїдів (гіперозид, кверцетин, псевдогіперецин, гіперицин, складні ефіри ізовалеріанової кислоти (заспокійлива дія), дубильні речовини (катехіни), бактеріостатичні смолисті речовини, цериловий спирт, нікотинову кислоту.
Із звіробою звичайного виробляють антибактеріальні препарати іманін і новоіманін, якими лікують гнійні рани, тяжкі опіки, гострі катари дихальних шляхів. Новоіманін використовують для боротьби з бактеріозами овочевих рослин і проти вірусної мозаїки тютюну. Звіробоєм лікують стоматити, гайморити, фарингіти, молочницю у дітей.
Важливими компонентами звіробою звичайного є антраценпохідні сполуки —  гіперицини та похідне флороглюцинолу — гіперфорин. Ці компоненти зумовлюють антидепресивну дію звіробою звичайного. На ринку України і світу є низка препаратів з такою дією, основою котрих є звіробій (Депривіт, Седатон та інші).
У народній медицині звіробій дуже популярний лікувальний засіб, який застосовується при багатьох хворобах: проносах, шлунково-кишкових захворюваннях, хворобах дихальних шляхів, як тонізуючий засіб при серцево-судинних захворюваннях, як кровоспинний — при маткових кровотечах, хворобах печінки, нирок і як глистогінний засіб, при невралгіях, істерії, безсонні, епілепсії, паралічах.
Відваром трави миють дітей при діатезах, туберкульозі шкіри, при висипах, наривах, а при хворобах молочних залоз прикладають компреси. Корені рослини застосовують при шигельозі та туберкульозі кісток.
У народі існує популярний рецепт звіробійної олії, яку радять готувати таким чином: узяти одну частину свіжих квіток звіробою і залити 10 частинами лляної чи соняшникової олії. Настоювати протягом 2 тижнів, поки олія не почервоніє. Можна готувати за іншим рецептом (тоді настій буде концентрованішим): 1 частина звіробою — 2 частини олії. Тут добре використати олію маслинову, рафіновану кукурудзяну чи соняшникову, настоювати 3 тижні.
Звіробійну олію використовують для лікування ран, виразок, наривів, розпушених ясен, уражень слизової оболонки рота. Усередину вживають для зміцнення серцевого м'яза.
Деякі травознаї, як Наталя Земна, не рекомендують вживати звіробій протягом тривалого часу, особливо чоловікам (не більше 7 днів на рік).
У гомеопатії використовують есенцію зі свіжої квітучої рослини.
У ветеринарії для лікування ран застосовують емульсію з настою трави, виготовлену на вазеліновій олії. Фітонцидні властивості звіробою зумовлені наявністю в ньому ефірних олій (0,09-0,114 %), до складу яких входять пінен, мірцен, цінеол. Олію зі звіробою використовують у парфумерії, для лікування ран і опіків, виразок шлунка та дванадцятипалої кишки.
В усіх частинах рослини є таніди (до 7,5 %), тому її застосовують для дублення шкур, надаючи їм еластичності, щільності та приємного забарвлення.
У харчовій промисловості звіробій використовують для приготування гірких горілок і настоїв, а листки — як сурогат чаю. Квітки містять барвник гіперицин, з різними протравами вони дають жовту, зелену, червону, рожеву фарби, придатні для фарбування шерсті. Звіробій звичайний — добрий пилконос.
У траві звіробою знайдені сапоніни. При з'їданні великої кількості звіробою вівці, коні й велика рогата худоба отруюються. Цікаво відзначити, що отруюються, як правило, тварини з білою шерстю. Звіробій викликає розвиток дерматитів у білошерстих тварин, сверблячку, параліч, аборти. Інші види звіробою в науковій медицині не використовуються і домішки їх до сировини з трави звіробою звичайного небажані.

## Збирання, переробка та зберігання
Збирають верхівки рослин під час цвітіння, зрізуючи їх ножами або серпами (довжина пагонів 25-30 см) без грубих безлистих частин. Сировину сушать на горищах, під залізним дахом або в сушарках при температурі до 40 °C, розтираючи тонким шаром на папері, тканині або решетах і часто помішуючи. Висушену траву обмолочують і відділяють на решетах стебла. Суху сировину пакують у тюки по 50 або 100 кг. Зберігають у сухих, добре провітрюваних приміщеннях. Термін зберігання три роки.